# SN 2006eu
SN 2006eu – supernowa typu Ia odkryta 3 września 2006 roku w galaktyce M+08-36-16. W momencie odkrycia miała maksymalną jasność 17,40m.